# N-butanol
Az n-butanol (vagy más néven 1-butanol, bután-1-ol, butil-alkohol) egy az alkoholok közé tartozó szerves vegyület. Primer alkohol, hidroxilcsoportja láncvégi szénatomhoz kapcsolódik, molekulája nem tartalmaz láncelágazást. A butanol négy szerkezeti izomerje közül az egyik, a másik három az izobutanol, a szek-butanol és a terc-butanol.
Színtelen, kellemetlen szagú folyadék. Vízben és szerves oldószerekben oldódik. Vízzel azeotróp elegyet képez, ennek forráspontja 92 °C, 37% vizet és 63% butil-alkoholt tartalmaz. Jó oldószer, jól oldja az olajokat, a zsírokat és a gyantákat.
A méhek Kozsevnyikov-mirigyében termelődő riasztó feromon egyik alkotóeleme.

## Kémiai tulajdonságai
A butil-alkohol gyúlékony vegyület, a lobbanáspontja körülbelül 35 °C. Dehidrogénezéssel aldehiddé, butiraldehiddé alakítható. Karbonsavakkal észtereket képez.

## Előállítása
Az n-butanol előállítására két módszer ismeretes. Az egyik eljárás szerint keményítő, például kukoricakeményítő erjesztésével nyerik. A Clostridium acetobutyricum nevű baktérium ugyanis a keményítőt és a cukrokat nem úgy bontja le, hogy etanol és szén-dioxid képződik, hanem a termék körülbelül 22% butanolt, 11% acetont, illetve szén-dioxidot és hidrogént tartalmaz. A butanolt desztillációval különítik el.
A butanol előállítható krotonaldehidből is, katalitikus hidrogénezéssel.

## Felhasználása
A n-butanolt főként oldószerként alkalmazzák a lakkiparban, illetve alkaloidok, olajok, viaszok oldására. A vegyiparban kiindulási anyag vagy oldószer számos vegyület előállításánál. Felhasználják még fémek tisztítására, lakkok eltávolítására és hígítószerként is. A kis szénatomszámú karbonsavakkal kellemes illatú észtereket képez, ezek szintén jó oldószerek.

## Lásd még
- A vegyület izomerjei táblázatban